# Бодзанув (Малопольське воєводство)
Бодзанув (пол. Bodzanów) — село в Польщі, у гміні Біскупиці Велицького повіту Малопольського воєводства.
Населення — 1281 особа (2011).

## Демографія
Демографічна структура станом на 31 березня 2011 року:
|          | Загалом | Допрацездатний вік | Працездатний вік | Постпрацездатний вік |
| -------- | ------- | ------------------ | ---------------- | -------------------- |
| Чоловіки | 615     | 125                | 430              | 60                   |
| Жінки    | 666     | 132                | 394              | 140                  |
| Разом    | 1281    | 257                | 824              | 200                  |